# The Capture of Fort Ticonderoga
The Capture of Fort Ticonderoga è un cortometraggio muto del 1911 diretto da Oscar C. Apfel e J. Searle Dawley. Secondo episodio di una serie di film dedicati alla storia degli Stati Uniti, United States History Series.

## Produzione
Il film fu prodotto dalla Edison Company.

## Distribuzione
Distribuito dalla General Film Company, il film - un cortometraggio in una bobina - uscì nelle sale cinematografiche statunitensi il 21 luglio 1911.